# 道奥菊多国造
道奥菊多国造（みちのおくのきくたのくにのみやつこ）は、菊多国を支配したとされる国造。
国造の領域は後の菊多郡、現在の福島県いわき市の南部を中心とする地域とみられるが、後に多珂国（助川から熊川まで）の一角に加わった。律令制が敷かれた時、当初は常陸国に編入され、その北限が「苦麻」こと熊川とされたが、後に陸奥国へ編入された。この経緯を持つ当地は、大和朝廷の北進が始まるまでヤマト王権の及ぶ北限の地として蝦夷と対峙し、勿来関に先立つ菊多関があったとされる。

## 祖先
『先代旧事本紀』の巻10「国造本紀」によれば、応神天皇の時代、茨城国造の祖・建許侶命の子である屋主刀禰 を国造に定めたことに始まるとされる。

## 氏族
丈部氏（はせつかべうじ、姓は不明）で、貞観12年（870年）に菊多郡人の丈部継麻呂や丈部浜成ら男女21人が湯坐菊多臣を賜姓された。一族には湯坐日理連、宗何部氏などがいる。

## 氏神
- 國魂神社（くにたまじんじゃ） - 菊田郡窪田郷（現在の福島県いわき市勿来町窪田馬場72）に鎮座する、菊多国造が創祀したと伝わる神社。

## 脚註
1. ↑  『日本歴史地名大系　福島県の地名』205頁